# 短簫

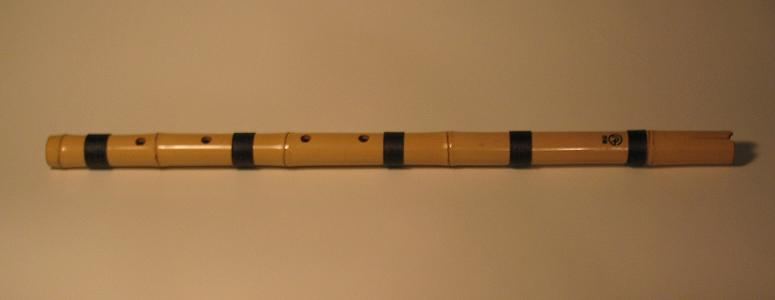
短簫

運指表。ただしこの表では黄鐘はDと表記されており、実際の音程より半音低く表記されている。

短簫（タンソ、단소）は、朝鮮の伝統音楽における管楽器の一つ。

## 概要
リードを持たない縦笛であり、継ぎ目のない1本の竹の節を抜いて作られ、長さは40cm前後であり、日本の和楽器で言えば尺八に似たものであるが、標準の1尺8寸の尺八よりは細く短い。
音孔は表4孔・裏1孔であるが、表の孔のうち歌口から最も遠い孔は伝統音楽では基本的に使用されず、それ以外の4孔の開閉によるAb（仲呂）・Bb（林鐘）・Db（無射）・Eb（黄鐘）・F（太簇）の5音音階を基本とする。ただし現代音楽等では、歌口から最も遠い孔を用いたり、あるいは孔を半開するなどして、その5音音階に含まれない十二律の音を用いる場合が多々ある。
音域はGb4（夾鐘、伝統楽譜の井間譜では「夾」と表記） - Ab6（仲呂の2オクターブ上、井間譜では「㴢」と表記）。
韓国の小学校でも教えられている。